# Ibn Furak
Ibn Furak 941 - 1015 (EC)  / 330  - 406 (H) est un imam musulman, théologien Asharite, spécialiste de la langue arabe (grammarien et poète), il est aussi juriste musulman et spécialiste des hadith selon le Madhab (école) shaféite.

## Vie
Imam Abu Bakr Muhammad bin al-Hasan bin Furak al-Ansari al-Isbahani était un théologien et muhaddith (spécialiste des traditions prophétiques ou hadith) asharite né en 941 EC à Ispahan. Il  étudia le Kalâm asharite sous l’enseignement de Abu 'l-Hasan al-Bahili (ar) avec Al-Baqillani et al-Isfara'ini à Bassora et Bagdad. Il  étudia également la tradition islamique sous 'Abd Allah bin Ja'far al-Isbahani. Après l’Irak, il vécut à Rayy puis à Nishapur, où une medersa fut construite pour lui à côté de la Khanqah du soufi  Abou Al Hassan al Bushandji. Il était d’ailleurs à Nichapour avant la mort du soufi Abu Othman al-Maghribi en 373/983 et resta là-bas quelque temps après sa mort.
La secte islamique des Karamiyya fait pression auprès du Sultan Mahmoud de Ghaznî pour qu’il soit exécuté mais sans succès, après que le sultan l’a fait venir à Ghazni, pour le questionner et finalement le décharger de toutes les accusations faites contre lui. Toutefois, les sources historiques divergent sur la raison de sa mort. Une version soutient qu’à son retour de Ghazni, il tomba sur la route, empoisonné et mourut en 1015 EC (406 H) alors qu’une autre version soutient qu’il fut attaqué par derrière. Il fut dans tous les cas, porté à Nishapur et enterré à al-Hira

## Influences
Les travaux de Ibn Furak sur Usūl al-Dīn (les fondements de la religion) et Usul al-Fiqh (les sources de la jurisprudence) et la compréhension du Coran comportent environ une centaine de volumes. Parmi eux se trouvent Mujarrad Maqâlât al-Ash`arî (« Opinions essentielles d'al-Ach'ari ») et Kitab Mushkil al-hadith wa-bayanihi dans lesquels il avance des interprétations allégoriques des versets anthropomorphiques, de sorte qu'il réfute à la fois les tendances anthropomorphistes du courant littéraliste Hanbalite et des disciples d'ibn Karram, influents à Nichapur, et la surinterprétation des Mutazila. Ibn Furak dit un jour qu’il se lança dans l’étude du kalâm à cause d’un hadith du prophète. Son œuvre principale restée dans la postérité est Tabaqat al-mutakallimin, qui est la principale source pour la compréhension de la théologie asharite . Il avait écrit un commentaire du Kitab al-Luma' d'al-Ach'ari, mais ce texte est perdu. Son Ḥudūd fī l-uṣūl, édité en 1991, est un recueil de définitions de termes techniques du kalâm et du fiqh. Plusieurs de ses œuvres sont conservées à l'état de manuscrits et n'ont pas encore été éditées.